# Lis Sørensen
Lis Sørensen (Aarhus, 28 maggio 1955) è una cantante danese.

## Biografia
Lis Sørensen ha avuto una formazione musicale. Ha iniziato a cantare professionalmente negli anni '70 nel gruppo Shit & Chanel insieme a Sanne Salomonsen e Anne Linnet, altri nomi di spicco dell'industria musicale danese, con cui si è spesso riunita in tournée nei decenni successivi.
Ha avviato la sua carriera da solista nel 1983 con l'album Himmelen ned på jorden, e ha raggiunto il picco commerciale nel 1989 con il quarto disco Hjerternes sang, che ha venduto più di 350 000 copie in Danimarca.
Nel 1993 ha inciso per il suo album Under stjernerne et sted la prima versione del brano Torn degli Ednaswap dal titolo Brændt, che poi diventerà famoso  nel 1997 grazie la cover di Natalie Imbruglia.
Lis Sørensen è rimasta molto popolare anche nel nuovo millennio: dall'introduzione della classifica ufficiale danese nel 2001, ha piazzato tutti e quattro i suoi album in studio e due raccolte in top 10.

## Discografia

### Album in studio
- 1983 – Himmelen ned på jorden
- 1985 – Lis Sørensen
- 1987 – Sigøjnerblod
- 1989 – Hjerternes sang
- 1991 – Vis dit ansigt
- 1993 – Under stjernerne et sted
- 1995 – Du ka' få mig til alt
- 1998 – Kærtegn
- 2000 – Rose
- 2005 – Con amor
- 2010 – For kærlighedens skyld
- 2017 – Bedre tider

### Album live
- 2003 – Nærvær og næsten

### Raccolte
- 1996 – Indtil dig igen
- 2005 – Tæt på ækvator
- 2005 – Kun os to
- 2007 – De allerstørste sange
- 2008 – Dejlige danske... Lis Sørensen
- 2009 – Du tænder lys: det bedste med Lis Sørensen
- 2013 – På sådan en morgen (De 20 skønneste)

### EP
- 2017 – Live at Stella Polaris (con Mads Björn)

### Singoli
- 1985 – Tæt på ækvator
- 1985 – Afrika (Vi er børn af samme jord) (con Sebastian e Michael Falch)
- 1986 – Fuld af nattens stjerner
- 1987 – Brug for dig/Alting ta'r sin tid
- 1987 – Sommerens sidste sang
- 1989 – Mine øjne de skal se (con DJ Soulshock & Cutfather)
- 1989 – Uddrag fra et eventyr (con Sebastian)
- 1989 – Ta' mig med storm
- 1989 – Fri for at drømme om dig
- 1991 – 100 gange til
- 1991 – Verden er i farver
- 1993 – Vi ka' elske med hinanden
- 1993 – Ingen glæde uden dig
- 1993 – From All of Us... (con Nanna Lüders Jensen)
- 1993 – Forvandling
- 1994 – Brændt
- 1995 – Du tænder lys
- 1995 – Vågen i drømmeland
- 1996 – Held og lykke
- 1998 – Tænker kun på dig
- 1999 – Kun os to
- 2000 – Når lyset bryder frem
- 2005 – Lev livet ud
- 2006 – Tættere på paradis
- 2007 – Jo højere du flyver
- 2017 – Bedre tider